# Martim Afonso de Melo, senhor de Arega e Barbacena
Martim Afonso de Melo (c. 1360 – fevereiro de 1432) foi um nobre do Reino de Portugal e senhor de Arega, que corresponde à actual freguesia portuguesa do concelho de Figueiró dos Vinhos e Barbacena. Exerceu o cargo de Alcaide-mor na cidade de Évora com início em 15 de janeiro de 1390.

## Biografia
Foi alcaide-mor do Castelo de Vide, do Castelo de Olivença e o 1.º senhor de juro e herdade de Barbacena com data de referência desde 1 de outubro de 1398.
Além do senhorio de Arega, deteve em Alvito o senhorio da Quinta da Água de Peixes, de que foi o 1.º senhor e da Quinta de Vale de Palma, próximo à cidade de Évora, com data de referência desde 9 de maio de 1411. Foi o 1.º senhor da Domus Fortis denominada Torre de Évora com data de referência desde 30 de agosto de 1398 e alcaide-mor da cidade de Évora de 15 de Janeiro 1390.
Exerceu também a alcaidaria de Sever e de Campo Maior desde 1388. 
Foi embaixador no Reino de Castela e guarda-mor de D. João I de Portugal desde 1398,  substituindo no ofício João Fernandes Pacheco, que partira para Castela, adquirindo, por doação, muitos bens deste. Com este rei participou na tomada da cidade de Ceuta ocorrida em 22 de Agosto de 1415.
Devido ao seu desempenho em combate o rei D. João I deu-lhe a capitania da cidade de Ceuta, que Martim Afonso, rejeitou "por concelho de João Gomes Orvalho e Álvaro Vasques Tisnado".
Aparece como membro do Conselho a partir de finais de 1399.
No campo da literatura foi o autor de um tratado sobre assuntos bélicos "Da Guerra" e de uma Crónica onde descreve os feitos do rei D. Fernando de Portugal.

## Relações familiares
Foi filho de Vasco Martins de Melo, (c. 1320 – 9 de maio de 1388) senhor de Castanheira, Povos e Cheleiros e de Maria Afonso de Brito, filha de Martim Afonso de Brito e de Isabel Afonso. 
Casou por duas vezes, o primeiro casamento ocorreu em 1395 com Beatriz Pimentel (1360 - 1397) filha de João Afonso Pimentel (c. 1340 -?), 1.º conde de Benavente (reino de Castela) e de D. Joana Teles de Menezes, de quem teve:
1. Martim Afonso de Melo (1395 -?), alcaide-mor de Olivença, casado com Margarida de Vilhena, com quem têve Rodrigo Afonso de Melo, Conde de Olivença,
2. Isabel de Melo foi casada por duas vezes, a primeira com João Rodrigues Coutinho, senhor de Ferreira de Aves e a segunda com D. Duarte de Menezes, 3.º Conde de Viana do Alentejo e 2.º Conde de Viana da Foz do Lima.

Beatriz Pimentel foi assassinada pelo marido que o rei D. João I de Portugal não castigou, facto que levou a que o pai de D. Beatriz se retirasse para o Reino de Castela onde veio a ser Conde de Benavente. 
O segundo casamento foi com Briolanja de Sousa (C. 1370 – depois de 13 de janeiro de 1441) filha de Martim Afonso de Sousa, 2.º senhor de Mortágua (1341 -?), 2.º senhor de Mortágua, “o da Batalha Real” e de Maria de Briteiros. Briolanja de Sousa foi, pelo casamento, senhora de Arega e de Barbacena. Foi dama de companhia da rainha D. Santa Isabel de Aragão, Rainha de Portugal. Recebeu uma tença de 10.000 reais de prata com data de atribuição de 28 de abril de 1460. Tiveram:
1. Vasco Martins de Melo (c. 1390 -?), alcaide-mor de Évora e Castelo de Vide, casado por duas vezes, a primeira com Beatriz de Azevedo e a segunda com Guiomar da Silveira.
2. João de Melo, alcaide-mor de Serpa casado por duas vezes, a primeira com Isabel da Silveira e a segunda com Mécia de Sousa;
3. Diogo de Melo, alcaide-mor de Serpa casado com Maria da Silva;
4. Beatriz de Melo, casada com D. Gonçalo Coutinho, 2.º Conde de Marialva;
5. Branca de Melo, senhora de Barbacena, casada com D. Fernando Henriques, 2.º senhor das Alcáçovas;
6. Violante de Melo, casada com Gonçalo Pires Coelho.

Fora do casamento teve:
1. Antónia de Melo casada com Pedro Lourenço Ferreira, 2.º senhor de Povolide, filho de João Lourenço Ferreira Amado (1395 -?) e de Margarida Anes de Passos;
2. Maria de Melo casada com Martim Mendes de Oliveira, 7.º senhor do Morgado de Oliveira.[3]

## Títulos nobiliárquicos associados
- Visconde de Barbacena
- Conde de Barbacena